# Mexicope sushara
Mexicope sushara là một loài chân đều trong họ Acanthaspidiidae. Loài này được Bruce miêu tả khoa học năm 2004.